# جوناثان غلاسنر
جوناثان غلاسنر (بالإنجليزية: Jonathan Glassner)‏ هو كاتب ومخرج ومنتج مسلسلات تلفزيونية. وهو معروف أكثر في مسلسل ستارغيت إس جي 1 (حيث كان منتج منفذ في المواسم الثلاثة الأولى) و في مسلسل ذي أوتر ليميس سنة 1995. أحدث أعماله كانت كتابة وإخراج مسلسل سي إس آي: ميامي الأمريكي.

## وصلات خارجية
- جوناثان غلاسنر على موقع IMDb (الإنجليزية)
- جوناثان غلاسنر على موقع قاعدة بيانات الفيلم (الإنجليزية)